# NGC 6420
NGC 6420 је елиптична галаксија у сазвежђу Змај која се налази на NGC листи објеката дубоког неба.
Деклинација објекта је + 68° 3' 9" а ректасцензија 17h 36m 16,2s. Привидна величина (магнитуда) објекта NGC 6420 износи 14,5 а фотографска магнитуда 15,5. NGC 6420 је још познат и под ознакама MCG 11-21-13, CGCG 321-25, PGC 60553.